# Vansittart Island (ö i Australien)
Vansittart Island är en ö i Australien. Den ligger i kommunen Launceston och delstaten Tasmanien, i den sydöstra delen av landet, omkring 300 kilometer norr om delstatshuvudstaden Hobart. Arean är 8,5 kvadratkilometer. Den sträcker sig 3,9 kilometer i nord-sydlig riktning, och 3,8 kilometer i öst-västlig riktning.
I omgivningarna runt Vansittart Island växer huvudsakligen savannskog. Trakten runt Vansittart Island är nära nog obefolkad, med mindre än två invånare per kvadratkilometer. Genomsnittlig årsnederbörd är 758 millimeter. Den regnigaste månaden är juli, med i genomsnitt 86 mm nederbörd, och den torraste är januari, med 30 mm nederbörd.